# Жордан Феррі
Жордан Феррі (фр. Jordan Ferri, нар. 28 травня 1991, Кавайон) — французький футболіст, півзахисник «Монпельє».

## Клубна кар'єра
Вихованець футбольного клубу «Сен-Ремі» з містечка Сен-Ремі-де-Прованс. 2007 року опинився в системі підготовки ліонського «Олімпіка». Дебютував в першій команді 8 листопада 2012 року в матчі Ліги Європи проти клубу «Атлетік Більбао»
.
12 грудня 2012 року півзахисник вперше вийшов на поле в матчі Ліги 1 у грі проти «Нансі»
.
Всього за сезон 2012/13 Феррі зіграв за «Ліон» 10 матчів у різних турнірах.
В четвертому турі чемпіонату Франції 2013/14 Феррі забив свій перший гол за ліонський клуб, вразивши ворота «Евіана»
.
У листопаді 2018, втративши місце в складі «Ліона», Феррі був відданий в оренду до завершення сезону до клубу «Нім», де він став гравцем основи.
1 липня 2019 перейшов до «Монпельє», вартість трансфера склала 2 мільйони євро.

### У збірній
2013 року виступав за збірну Франції для гравців не старше 20 років. Дебютував у команді 28 травня 2013 року в товариському матчі з США..
13 серпня 2013 року Феррі вперше зіграв за молодіжну збірну Франції до 21 року. Півзахисник вийшов на поле в другому таймі товариського матчу проти однолітків з Німеччини. У першому ж матчі відбіркового турніру до молодіжного чемпіонату Європи Феррі забив гол у ворота команди Казахстану, поклавши початок її розгрому
.
Загалом на молодіжному рівні зіграв у 6 офіційних матчах, забив 1 гол.

## Титули і досягнення
- Володар Суперкубка Франції (1):

«Ліон»: 2012
- Володар Кубка Франції (1):

«Ліон»: 2011-12